# Худи Конец
Худи Конец (словен. Hudi Konec) је насељено место у општини Рибница, регија Југоисточна Словенија, Словенија.

## Историја
До територијалне реорганизације у Словенији био је у саставу старе општине Рибница.

## Становништво
У попису становништва из 2011. године, Худи Конец је имао 33 становника.
| Број становника према пописима | Број становника према пописима | Број становника према пописима |
| ------------------------------ | ------------------------------ | ------------------------------ |
| 1991                           | 2002                           | 2011                           |
| 39                             | 35                             | 33                             |

Напомена: Године 2018. извршена је мања размена територије између насеља Ортнек и Худи Конец.